# Eustomias trewavasae
Eustomias trewavasae är en fiskart som beskrevs av Norman, 1930. Eustomias trewavasae ingår i släktet Eustomias och familjen Stomiidae. Inga underarter finns listade i Catalogue of Life.